# Heartstopper
Heartstopper es una serie de televisión por streaming británica de drama y romance adolescente, basada en el webcómic y novela gráfica del mismo nombre creado por Alice Oseman y fue escrita por la propia Oseman. La serie se centra en la historia de Charlie Spring (Joe Locke), un alumno gay que se enamora de su compañero de clase Nick Nelson (Kit Connor), de quien se sienta al lado en su nuevo grupo. También explora la vida de Tao (William Gao), Elle (Yasmin Finney), Tara (Corinna Brown) y Darcy (Kizzy Edgell).
La productora See-Saw Films compró los derechos televisivos de la serie en 2019 y Netflix adquirió los derechos de distribución en 2021. Se designó a Euros Lyn como director. Las grabaciones se desarrollaron entre abril y junio del 2021, período durante el cual se publicaron algunos teasers. Se utilizaron varias canciones preexistentes como banda sonora de la serie, a las que se sumó música original a cargo de Adiescar Chase. Los estilos cinematográficos y la escala de colores fueron planificados con antelación para otorgar a la serie una elegancia atmosférica, amplificada por el uso de animación tradicional adaptada del material de origen.
Heartstopper se estrenó el 22 de abril de 2022. Fue aclamada por la crítica, particularmente por su tono y ritmo, al igual que su representación de la comunidad LGBT. Adquirió una popularidad instantánea, ubicándose entre las primeras 10 series británicas más populares en Netflix en tan solo dos días. También aumentó la popularidad de las novelas gráficas y de las canciones de la serie. El 20 de mayo de 2022 se anunció su renovación por una segunda y tercera temporada. La segunda temporada se estrenó el 3 de agosto de 2023. El 2 de octubre de 2023 se anunció el inicio de producción de la tercera temporada, que finalizó en diciembre del mismo año estrenada el 3 de octubre de 2024.
El 22 de abril de 2025 Netflix renovó Heartstopper para un largometraje titulado: Heartstopper Forever, el cual marcará el final de la serie, con los actores Locke y Connor uniéndose a la lista de productores ejecutivos.

## Sinopsis
Heartstopper es una serie que gira en torno a dos chicos totalmente diferentes entre sí, pero que eso no les parará para enamorarse del uno del otro. Charlie es un genio y abiertamente gay, y Nick es un jugador de rugby con un gran corazón.

## Elenco y personajes

### Principal
- Kit Connor como Nick Nelson, un popular jugador de rugby en la secundaria Truham que se hace amigo de Charlie y empieza a tener sentimientos hacia el. Al final de la temporada 1 se define como bisexual.
- Joe Locke como Charlie Spring, un tímido estudiante de secundaria Truham que recientemente salió del clóset.
- William Gao como Tao Xu, un estudiante en la secundaria Truham y mejor amigo de Charlie, que es sobreprotector con él.
- Yasmin Finney como Elle Argent, amiga de Charlie, Tao e Isaac que luego del salir del closet como chica transgénero fue transferida a Higgs, una escuela de chicas.
- Corinna Brown como Tara Jones, una compañera de clases de Elle y novia de Darcy.
- Kizzy Edgell como Darcy Olsson, compañera de clases de Elle y pareja de Tara, que se declara persona no binaria en la tercera temporada.
- Tobie Donovan como Isaac Henderson, un estudiante asexual y tímido, amigo de Charlie, Tao y Elle.
- Jenny Walser como Tori Spring, hermana de Charlie.
- Sebastian Croft como Benjamin «Ben» Hope, un estudiante de Truham y exnovio de Charlie, con el cual salía en secreto.
- Cormac Hyde-Corrin como Harry Greene (temporadas 1–2, invitado: temporada 3), un miembro del equipo de rugby de Truham.
- Rhea Norwood como Imogen Heaney, una estudiante de Higgs que está enamorada de Nick.
- Fisayo Akinade como el señor Ajayi, un maestro de arte de Truham y consejero de Charlie.
- Chetna Pandya como la entrenadora Singh, la entrenadora de rugby que cuida de Nick y Charlie.
- Olivia Colman como Sarah Nelson (temporadas 1–2), la madre de Nick y David.
- Nima Taleghani como Youssef Farouk (temporadas 2–3), un profesor de Truham e interés amoroso del señor Ajayi.
- Jack Barton como David Nelson (temporada 2; invitado: temporada 3), el hermano mayor de Nick.
- Leila Khan como Sahar Zahid (temporadas 2–3), una nueva estudiante de Higgs que se hace amiga de Elle, Darcy y Tara.
- Bradley Riches como James McEwan (temporada 2; invitado: temporada 1; recurrente: temporada 3), un estudiante de Truham que está enamorado de Isaac.

### Recurrente
- Stephen Fry como la voz del director Barnes.
- Araloyin Oshunremi como Otis Smith, un jugador del equipo de rugby.
- Evan Ovenell como Christian McBride, un jugador del equipo de rugby.
- Ashwin Viswanath como Sai Verma, un jugador del equipo de rugby.
- Georgina Rich como Jane Spring, la madre de Charlie y Tori.
- Joseph Balderrama como Julio Spring, el padre de Charlie y Tori.
- Momo Yeung como Yan Xu, la madre de Tao
- Alan Turkington como el señor Lange, el profesor de historia en Truham.
- Bel Priestley como Naomi Russell (temporadas 2–3), una estudiante transgénero en la escuela de arte a la Elle aplica.
- Ash Self como Felix Britten (temporadas 2–3), un estudiante en la escuela de arte a la Elle aplica.
- Thibault de Montalembert como Stéphane Nelson (temporada 2), el padre de Nick y David, y exesposo de Sarah.
- Rachael Stirling como Amanda Olsson (temporada 2), la madre abusiva y homofóbica de Darcy.
- Hayley Atwell como Diane (temporada 3), la tía de Nick y David.
- Eddie Marsan como Geoff (temporada 3), el terapista de Charlie.
- Jonathan Bailey como Jack Maddox (temporada 3), un historiador clásico a quien Charlie admira.
- Annette Badland como Ivy Olsson (temporada 3), la abuela de Darcy.
- Darragh Hand como Michael Holden (temporada 3), amigo de Tori.

## Temporadas
| Temporada | Temporada | Episodios | Episodios | Lanzamiento original | Lanzamiento original |
| --------- | --------- | --------- | --------- | -------------------- | -------------------- |
|           | 1         | 8         | 8         | 22 de abril de 2022  | 22 de abril de 2022  |
|           | 2         | 8         | 8         | 3 de agosto de 2023  | 3 de agosto de 2023  |
|           | 3         | 8         | 8         | 3 de octubre de 2024 | 3 de octubre de 2024 |
|           | Película  | Película  | Película  | –                    | –                    |

### Temporada 1 (2022)
| N.º | Título                 | Dirigido por | Escrito por  | Fecha de lanzamiento original |
| --- | ---------------------- | ------------ | ------------ | ----------------------------- |
| 1 | «Meet» «El Encuentro»  | Euros Lyn    | Alice Oseman | 22 de abril de 2022           |
| Charlie Spring, estudiante de la escuela secundaria Truham Grammar, mantiene una relación secreta con Ben Hope. En su nuevo grupo de clase, a Charlie se le asigna sentarse junto a Nick Nelson, un jugador de rugby hacia quien desarrolla sentimientos. Ambos se vuelven amigos, aunque Charlie duda de la sexualidad de Nick. Este le invita a unirse al equipo de rugby, a lo cual Charlie accede. Tras observar a Ben besando a una chica y percatarse de su propia infelicidad en la relación, Charlie le transmite a Ben que no desea continuar viéndose. Más tarde, Charlie vuelve a encontrarse con Ben, quien lo besa a la fuerza pero es defendido por Nick. Mientras tanto, Elle Argent, una de las amistades de Charlie, se transfiere a la escuela Higgs para niñas tras identificarse como una chica transgénero.       |                        |              |              |                               |
| 2 | «Crush» «La Atracción» | Euros Lyn    | Alice Oseman | 22 de abril de 2022           |
| Charlie se abre a Nick respecto a su relación con Ben, a quien Nick condena. Tao Xu, amigo de Charlie, asume que Nick es heterosexual y le dice a Charlie que abandone sus sentimientos, pero este se niega. Tao escucha que a Nick le gustaba un chica llamada Tara Jones y se lo cuenta a Elle, la cual después se entera de que es lesbiana y esta en una relación con Darcy. Pasando el rato en casa de Charlie, Nick intenta tomar la mano de Charlie mientras este duerme y comienza a cuestionarse su propia sexualidad. |                        |              |              |                               |
| 3 | «Kiss» «El Beso»       | Euros Lyn    | Alice Oseman | 22 de abril de 2022           |
| Nick es invitado a la fiesta de cumpleaños de su amigo Harry Greene y decide invitar a Charlie a la misma, quien acepta. Tao está disconforme por el hecho de que Nick ha provocado un distanciamiento en su relación con Charlie. En la fiesta, Harry y su grupo intentan juntar a Nick con Tara, pero esta le hace saber a Nick que es lesbiana. Nick regaña a Harry luego de que este se burlase de Charlie. Imogen Heany, una de las amistades de Nick, le dice a este que gusta de él. Charlie le dice a Ben que lo deje tranquilo. Nick y Charlie se van a una habitación aislada del resto de la casa, donde se besan; Nick queda estupefacto y se va tras escuchar que Harry lo está buscando. Pese a quedar con el corazón roto, Charlie se sorprende al ver a Nick en la puerta de su casa al día siguiente, bajo la lluvia. |                        |              |              |                               |
| 4 | «Secret» «El Secreto»  | Euros Lyn    | Alice Oseman | 22 de abril de 2022           |
| Charlie se disculpa con Nick por lo que sucedió el día anterior. Nick lo besa, explicando que aún está en el armario y confundido; Charlie le dice que no necesita declarar nada públicamente. En la escuela, pasan más tiempo juntos almorzando. Tras un partido de rugby, Nick visita a Charlie en la enfermería y es brevemente interrumpido por Isaac. Tao y Elle escuchan a Nick aceptar una cita con Imogen bajo presión de su grupo de amigos. |                        |              |              |                               |
| 5 | «Friend» «El Amigo»    | Euros Lyn    | Alice Oseman | 22 de abril de 2022           |
| Nick está a punto de cancelar la cita con Imogen cuando ella le cuenta que su perro falleció, y Nick da marcha atrás en su plan porque siente pena por ella. Charlie invita a Nick a su celebración de cumpleaños, que es en el mismo día de la cita con Imogen, pero Nick decide estar con Charlie. Tao le cuenta a Charlie sobre Nick e Imogen. Nick escucha a ambos hablando, explicándole luego la situación a Charlie antes de admitirle explícitamente sus sentimientos hacia él, los cuales Charlie hace recíprocos. Al día siguiente, Nick le explica a Imogen que no tiene sentimientos románticos hacia ella. Imogen le agradece por su honestidad. |                        |              |              |                               |
| 6 | «Girls» «Las Chicas»   | Euros Lyn    | Alice Oseman | 22 de abril de 2022           |
| Nick cree que puede ser bisexual; Charlie le dice que se tome su tiempo. Nick sale del armario con Tara y Darcy, quienes sugieren una cita doble. Luego de que Elle revelase que tiene sentimientos hacia Tao, el grupo hace una cita triple de forma secreta, intentando unir a ambos. En la cita, Elle se da cuenta de la situación y los confronta, afirmando que no desea más cambios en su vida y que quiere proteger su amistad con Tao, pese a que está feliz por Nick y Charlie. Ese mismo día, hay un concierto de orquesta con las escuelas Truham y Higgs. Tara se retira enfadada tras escuchar comentarios homofóbicos; Darcy asiste a calmarla y posteriormente vuelven a tocar. |                        |              |              |                               |
| 7 | «Bully» «El Acoso»     | Euros Lyn    | Alice Oseman | 22 de abril de 2022           |
| Nick invita a Charlie al cine junto con sus amigos, asegurándole que Harry y Ben no asistirán. Sin embargo, ambos terminan apareciendo y Harry acosa a Charlie respecto a su sexualidad. Luego de que Charlie se fuese, Nick le dice a Harry que termine con el acoso. Harry llama a Charlie un maricón y se desarrolla una pelea. En el estacionamiento, Ben le dice a Charlie que Nick no está interesado en él y que nadie podría estarlo. Tao se siente culpable por empeorar involuntariamente la situación de Charlie al atacar verbalmente a Harry, pero a medida que Charlie continúa ignorándolo, se mete en una pelea con Harry y enfrenta a Charlie por no haberle contado sobre su relación con Nick. |                        |              |              |                               |
| 8 | «Boyfriend» «El Novio» | Euros Lyn    | Alice Oseman | 22 de abril de 2022           |
| Harry es suspendido por la pelea y la amistad de Charlie con Tao sigue tensa. Deprimido, Charlie abandona el equipo de rugby e ignora a Nick. Tao y Nick se unen y encuentran un punto en común en querer que Charlie sea feliz. Tao se reconcilia con Charlie, quien también enfrenta a Ben por ser abusivo. Nick le dice a Charlie que no quiere terminar su relación y ambos se besan. Durante una cita en la costa, Nick revela su plan de salir del armario y contarle a sus amigos, lo cual pone contento a Charlie. Más tarde ese mismo día, Nick sale del armario con su madre, quien lo acepta y apoya. |                        |              |              |                               |

### Temporada 2 (2023)
| N.º | Título                       | Dirigido por | Escrito por  | Fecha de lanzamiento original |
| --- | ---------------------------- | ------------ | ------------ | ----------------------------- |
| 1   | «Out» «Salir del clóset»     | Euros Lyn    | Alice Oseman | 3 de agosto de 2023           |
| 2   | «Family» «La Familia»        | Euros Lyn    | Alice Oseman | 3 de agosto de 2023           |
| 3   | «Promise» «La Promesa»       | Euros Lyn    | Alice Oseman | 3 de agosto de 2023           |
| 4   | «Challenge» «El Desafío»     | Euros Lyn    | Alice Oseman | 3 de agosto de 2023           |
| 5   | «Heat» «El Calor»            | Euros Lyn    | Alice Oseman | 3 de agosto de 2023           |
| 6   | «Truth/Dare» «Verdad o Reto» | Euros Lyn    | Alice Oseman | 3 de agosto de 2023           |
| 7   | «Sorry» «Las Disculpas»      | Euros Lyn    | Alice Oseman | 3 de agosto de 2023           |
| 8   | «Perfect» «Lo Perfecto»      | Euros Lyn    | Alice Oseman | 3 de agosto de 2023           |

### Temporada 3 (2024)
| N.º | Título                  | Dirigido por | Escrito por  | Fecha de lanzamiento original |
| --- | ----------------------- | ------------ | ------------ | ----------------------------- |
| 1   | «Love» «La Declaración» | Andy Newbery | Alice Oseman | 3 de octubre de 2024          |
| 2   | «Home» «El Hogar»       | Andy Newbery | Alice Oseman | 3 de octubre de 2024          |
| 3   | «Talk» «La Charla»      | Andy Newbery | Alice Oseman | 3 de octubre de 2024          |
| 4   | «Journey» «El Trayecto» | Andy Newbery | Alice Oseman | 3 de octubre de 2024          |
| 5   | «Winter» «El Invierno»  | Andy Newbery | Alice Oseman | 3 de octubre de 2024          |
| 6   | «Body» «El Cuerpo»      | Andy Newbery | Alice Oseman | 3 de octubre de 2024          |
| 7   | «Together» «Juntos»     | Andy Newbery | Alice Oseman | 3 de octubre de 2024          |
| 8   | «Apart» «La Separación» | Andy Newbery | Alice Oseman | 3 de octubre de 2024          |

## Producción

### Escritura y preproducción

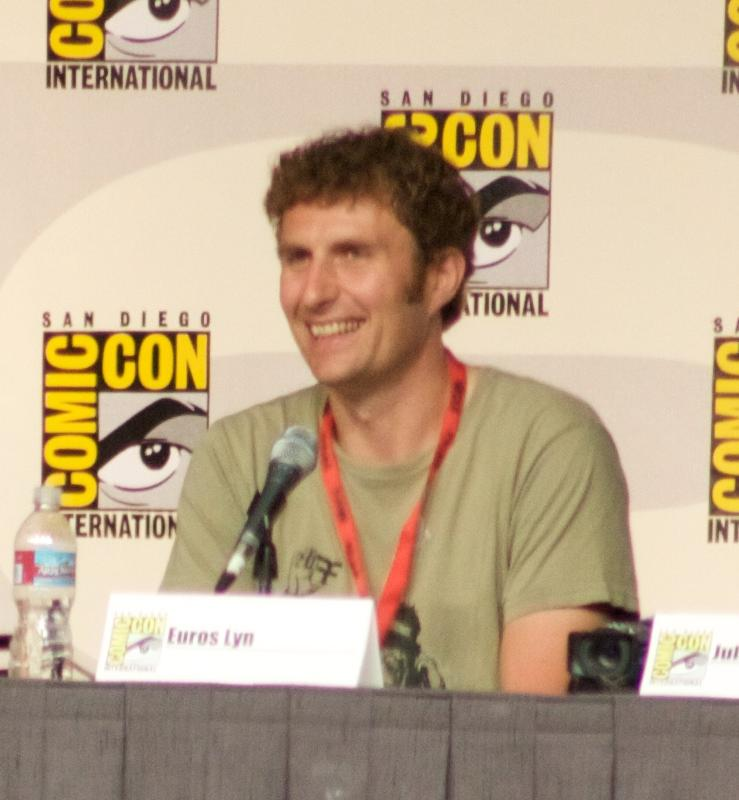
Euros Lyn, director de la serie.

En 2016, Alice Oseman comenzó un webcómic titulado Heartstopper, que luego se expandió a una novela gráfica tras ganar un culto de aficionados. En 2019, See-Saw Films consultó a Oseman sobre la posibilidad de intentar escribir un guion. La obra fue sugerida a la compañía productora por Patrick Walters, productor ejecutivo de See-Saw, quien colaboró con la campaña de Kickstarter de Oseman. La autora expresó interés en hacerlo, destacando la falta de representación LGBT adolescente sana en la televisión, con la esperanza de que esto podría tener el potencial de asegurar a la juventud LGBT «que pueden encontrar la felicidad y encontrar el romance y encontrar la amistad». Oseman escribió un guion basado en los dos primeros volúmenes de la novela gráfica. A See-Saw Films le agradó y más tarde en julio del mismo año ofertó los derechos televisivos.
El 20 de enero de 2021, se dio a conocer que Netflix había ordenado la producción de Heartstopper como una serie de ocho episodios de media hora de duración. Esta fue considerada la mejor plataforma tanto por Oseman como por Walters debido a su disponibilidad global. Euros Lyn fue incorporado como director y productor ejecutivo. No habiendo leído el material de origen, el guion le resultó fascinante. Patrick Walters, Jamie Laurenson, Hakan Kousetta, Iain Canning y Emile Sherman también participaron como productores ejecutivos de la serie, mientras que Zorana Piggott lo hizo como productora. El diseño de producción estuvo a cargo de Tim Dickel, la decoración de Maxwell Fine y la utilería de Zoe Seiffert.

### Casting

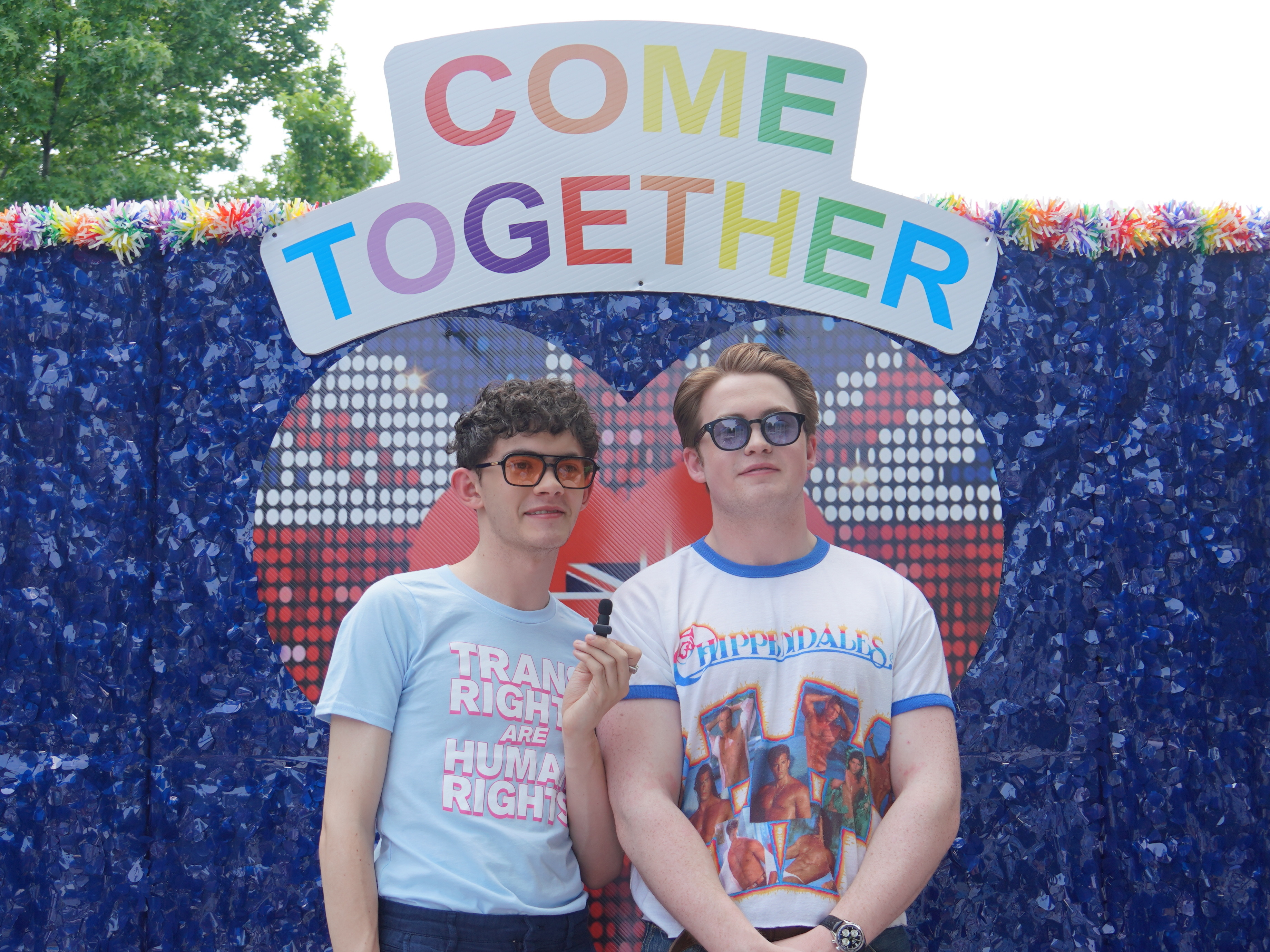
Joe Locke y Kit Connor, protagonistas de la serie participando en la marcha del orgullo en Washington D. C. en 2023.

Para ofrecer una representación auténtica, Oseman quería que participaran auténticos actores jóvenes para retratar a los personajes. Daniel Edwards-Guy fue el director de casting. En enero y febrero de 2021 se lanzó un llamado abierto para cinco de los personajes principales al igual que para tres del elenco recurrente. Oseman explicó que el personaje de Aled no aparecería en la adaptación para respetar su historia en otra novela dentro del universo de Heartstopper, titulada Radio Silence. Luego de que más de 10 000 personas participaran en audiciones a través de Zoom, la autora anunció la primera ronda de decisiones de casting en abril de 2021, con Kit Connor y Joe Locke protagonizando como Nick y Charlie, respectivamente. Heartstopper fue el debut actoral de Locke. En un inicio Connor audicionó como Charlie y los productores inmediatamente cambiaron su rol al de Nick. Tras acordar que Locke encajaba en el rol de Charlie, se audicionó a Connor y el equipo de producción encontró una química entre ambos; los propios actores recordaron haber requerido tan solo unas pocas horas para conectar entre sí.
El resto del elenco fue anunciado días después e incluyó a Yasmin Finney, Sebastian Croft, William Gao, Corinna Brown, Kizzy Edgell, Cormac Hyde-Corrin, Rhea Norwood y Tobie Donovan. Jenny Walser se unió al elenco en mayo de 2021. La última audición se desarrolló cara a cara. Habiendo trabajado con ella previamente, Lyn se comunicó con Olivia Colman luego de que Oseman expresara interés en que una actriz reconocida retratara a Sarah Nelson; Colman aceptó la oferta. Lyn afirmó que el carácter «instintivo» y «cálido» de Colman hacía encajar a Sarah como madre de Nick.
En julio de 2022, se anunció una convocatoria de casting abierta para un personaje de 16 años llamado Sahar Zahid, una mujer británica o una persona no binaria de ascendencia sudasiática.En septiembre, se anunció que Leila Khan interpretaría edel parte del elenco principal volvería para la segunda temporada. Otros papeles anunciados incluyeron a Jack Barton como David, hermano mayor de Nick; Bradley Riches como estudiante de Truham James McEwan; y Nima Taleghani como maestro de escuela, Sr. Farouk.En noviembre de 2022, se anunció que Colman, Chetna Pandya, Fisayo Akinade y Alan Turkington repetirían sus papeles en la segunda temporada, junto con un nuevo casting que incluye a Bel Priestley y Ash Self como los nuevos amigos de Elle, Naomi y Felix, respectivamente, con Thibault de Montalembert como el padre de Nick, Stéphane.
En agosto de 2023, poco después del lanzamiento de la segunda temporada, se confirmó que Sebastian Croft saldría de la serie, dado que su historia había llegado a su conclusión.En noviembre de 2023, se anunció que Darragh Hand se había unido al elenco como Michael Holden.En febrero de 2024, se anunció que Hayley Atwell se había unido al elenco como Diane.En marzo de 2024, Colman dijo que no volvería para la tercera temporada de Heartstopper debido a otros compromisos.En abril de 2024, se anunció que Jonathan Bailey y Eddie Marsan se habían unido al elenco como Jack Maddox y Geoff, respectivamente, para la tercera temporada.

### Rodaje
El rodaje comenzó en locación a lo largo del Reino Unido en abril de 2021 y finalizó en junio del mismo año. Se desarrolló principalmente en el pueblo de Burnham (Buckinghamshire). La escuela E-ACT Burnham Park Academy, actualmente abandonada, fue utilizada para los interiores y exteriores de la escuela Truham Grammar. La fiesta de Harry fue filmada en el Palacio de Justicia de Hampton, en el municipio londinense de Richmond upon Thames. Se utilizó para el rodaje una bolera de Hollywood Bowl en la ciudad de High Wycombe. El partido de rugby que aparece en el episodio titulado «Secreto» fue filmado en el Centro Atlético Thames Valley. La estación ferroviaria desde donde Nick y Charlie parten hacia la costa es la estación North Weald, en Essex, pero la escena en la costa fue filmada en Herne Bay (Kent). Tras los batidos, se observa a Charlie y sus amigos caminando a lo largo del Río Támesis en Windsor (Berkshire), antes de su concierto. Colman filmó todas sus escenas en dos días. En el episodio titulado «Novio», durante una escena en la que Nick y Charlie toman un tren, Oseman decidió hacer un cameo como una pasajera; aparece dibujando a la pareja fuera de escena. La escena cerca del final del episodio en la que aparece un carrusel fue llenada con miembros del equipo de producción.
Diana Olifirova fue enlistada como directora de fotografía. Inmediatamente se enfrentó al desafío de poder mostrar visualmente «amor, emoción y ternura». Con una cámara Arri Alexa Mini con lentes esféricos Canon K35, utilizó una técnica de «cámara en mano» para brindar espacio al elenco y lograr un efecto semejante al del género documental. Junto con el diseñador de producción Tim Dickel, concibieron una paleta de colores alegre basada en el anaranjado, amarillo, turquesa y una mezcla de rosa y azul. Olifirova utilizó gel de color para la iluminación, lo cual ya había hecho para We Are Lady Parts. Se controlaron los colores del edificio escolar para no resultar exagerados sin dejar de ser vívidos. Las escenas durante la fiesta de cumpleaños de Harry se filmaron durante el día, por lo que el equipo de producción tuvo que cubrir las ventanas y utilizar luz artificial para simular las luces exteriores. Las transiciones entre estaciones se lograron a través de destellos de lente. La escena inicial se logró en dos tomas; en la primera, la profundidad de campo para Nick obtenida por retrozoom se consideró exagerada; luego pudieron regrabar la escena para volverla más minimalista. Con el beso entre Tara y Darcy en el episodio titulado «Beso», Nick es bañado en iluminación bisexual (rosas, púrpuras y azules), simbolizando el autorreconocimiento de su sexualidad; esto fue sugerido a Olifirova por el equipo creativo de la serie.
Como diseñador de producción, Dickel trabajó junto al decorador Maxwell Fine, quien utilizó su experiencia en lecciones de arte previas para crear una representación realista de los salones de clase británicos. Mientras tanto, Dickel le solicitó a sus amigos que fotografiaran las habitaciones de sus hijos, creando un panel de tendencias que fue revisado por el elenco. Algunos objetos de los sets fueron cambiando a medida que los personajes progresaban y crecían. En el salón de clase de geografía, el asiento de Nick estaba posicionado de tal forma que quedase sentado frente a imágenes de rocas; Fine correlacionó esto con rocas metamórficas formándose bajo presión, simbolizando el desarrollo romántico de Nick y Charlie. Reflejando a los personajes, la habitación de Charlie es amplia y caótica, mientras que la de Nick es más ordenada. De acuerdo con el guion, la habitación de Elle es «más refinada» y artística, la de Tao fue diseñada para reflejar su cinefilia y la de Tara está inundada por osos de peluche. Con respecto al material fuente original, varios objetos de los sets fueron diseñados con un estilo dibujado a mano. Oseman dibujó murales que aparecieron en la serie; estos se inspiraron en los trabajos de Hokusai y Julian Opie.

### Posproducción
En la serie, hojas creadas mediante animación tradicional vuelan alrededor de los personajes en momentos de amor, una copia directa de los motivos visuales del webcómic. En la escena del primer beso entre Nick y Charlie, vuelan chispas de electricidad cuando Charlie intenta tocar la mano de Nick. También se observan gaviotas y pájaros animados. Oseman afirmó que estas animaciones representan «una sensación de magia» que el equipo intentó evocar. La autora ya había pensado en utilizar estos efectos al escribir el guion, concibiendo que aparecerían principalmente durante las escenas íntimas entre Nick y Charlie, a las que apodó «momentos Heartstopper». Finalmente, Anna Peronetto fue elegida para crear las animaciones, utilizando un guion gráfico diseñado por Oseman. Peronetto había sido una fanática del material de origen y fue seleccionada cuando Oseman realizó una publicación en Instagram buscando animadores tradicionales. Discutió con Lyn y la editora Sofie Alonzi para buscar qué tipos de animación encajaban en determinada escena.
Utilizando DaVinci Resolve, Olifirova trabajó de forma remota con el colorista Toby Tomkins, empleado por la compañía Cheat, para crear una tabla de consulta 3D que se asimilase a la paleta de colores de las tomas, al igual que «agregando un toque de turquesa en las sombras y calidez a los tonos de piel». Lyn les había transmitido que quería que la intensidad de los colores fuese aumentando a medida que la historia progresaba y las estaciones cambiaban. Discutieron cómo crear un alto rango dinámico de Dolby Vision apropiado para la serie, estableciendo límites de colores y tonalidades. Luego, se aumentó la relación focal del brillo de la tabla de consulta para que Olifirova pudiese crear luz adicional en las sombras y experimentar con la graduación de los colores. Tomkins trabajó en los primeros dos episodios por dos días antes de dedicarse a episodios restantes individuales durante un día y medio.
Adiescar Chase compuso la banda sonora y utilizó riffs electrónicos para darle una sensación contemporánea. Heartstopper fue su primer proyecto tras graduarse de la Escuela Nacional de Cine y Televisión. Leyó el webcómic antes de componer y se le indicó que su música sirviera como complemento de las canciones preexistentes utilizadas. Algunas de las pistas, incluyendo «Heartstopper», asistieron a los «momentos Hearstopper» enfatizando aún más la sensación de electricidad y emoción.

### Preproducción de la segunda temporada
La segunda temporada comenzó a filmarse en septiembre de 2022 en Twickenham Studios de Londres, y terminó a principios de diciembre del mismo año.Entre los lugares de los episodios de París que se filmaron en Inglaterra estaba el hotel, específicamente en Slough,también donde se filmó Truham y la fiesta posterior del GCSE. Otro ejemplo es el café al que Nick lleva a Charlie después de desmayarse, que fue filmado en Piccadilly Circus, Londres. La Escuela de Artes Lambert fue filmada en Farnham.Una secuencia ambientada en la Torre Eiffel se filmó en dos mañanas; el elenco y el equipo necesitaban llegar allí a las 06:00 hora local antes de estar abiertos al público. Otros lugares incluyen la librería Shakespeare and Company; Arco del Triunfo; Puente de las Artes; un café junto al Sena; y Marais, conocido como un centro de la cultura LGBT. Algunas escenas presentaban lugares en el distrito de Montmartre, como Basílica del Sagrado Corazón (París), Museo de Montmartre y un restaurante llamado L'Escalier.En el episodio «Heat», durante una escena en la que Nick y Charlie están corriendo en el Louvre, Lyn decidió hacerse un cameo como guardia de seguridad.
Mientras que la primera temporada presenta una paleta de colores azul-amarillo, la segunda temporada presenta un pistacho rosa. Varias decoraciones en los escenarios de la serie, en particular Truham, se cambiaron para complementar el telón de fondo del verano. El diseñador de vestuario Adam Dee quería que la serie presentara ropa más casual e hizo camisetas para Nick y Charlie que se parecían a la portada del tercer volumen de la novela. Elle también lleva ropa que refleja el fondo bohemio de Finney.El nuevo corte de pelo de Tao se inspiró en Chow Mo-wan, el personaje principal masculino de una de sus películas favoritas, Fa yeung nin wa (2000), cuyo póster también aparece en su dormitorio.La compradora de producción Zoe Seiffert encontró una bolsa de Fjällräven a juego con la bolsa de Charlie en la novela. El departamento de arte también contribuyó a las similitudes con el material de origen original. Donovan colaboró con Oseman para crear un nuevo look para Isaac.
Para rendir homenaje al beso de Tara y Darcy, el beso de Tao y Elle en el baile de graduación se filmó bajo iluminación ultravioleta.Susnea pintó los filtros de la cámara para algunas de las escenas con Nick y Charlie besándose, con fines artísticos.

### Preproducción de la tercera temporada
La tercera temporada comenzó a filmarse en octubre de 2023, con Andy Newbery asumiendo como director pero se desconoce dirigió en número de los episodios.La filmación terminó en diciembre del mismo año.

## Lanzamiento
Los títulos de los episodios de la serie se publicaron el 19 de abril de 2022. La serie se estrenó el 22 de abril del mismo año.
Consultado sobre si habría una segunda temporada, Walters afirmó que estaban expectantes por ello, observando que los ejecutivos de Netflix parecían «entender» la serie. Locke y Connor también se habían mostrado esperanzados por una renovación, destacando la progresión narrativa en el material de origen. El 20 de mayo de 2022, siguiendo la revisión por parte de Netflix de los datos de visualización de los 28 días previos, se anunció que la serie había sido renovada por dos temporadas más.En julio, Netflix se anunció que la tercera temporada que estrenará el 3 de octubre de 2024.En agosto, antes que se estrenará el 3 de octubre, la serie ha sido filtrada por su tercera temporada de siete episodios en casi totalidad en internet.

### Banda sonora
Para coincidir con el lanzamiento de la serie, el 22 de abril se publicó digitalmente en Spotify bajo el título Heartstopper: Official Mixtape una selección de canciones utilizadas en la banda sonora. La música de Chase también se publicó el mismo día. Un solo por la artista británica Baby Queen, «Colours of You», fue publicado por Polydor Records en simultáneo con el lanzamiento. Otras canciones populares que aparecen en la serie incluyen «Girls» por Girl in Red y «Tired» por Beabadoobee.
| Lista de canciones Heartstopper (Banda sonora de la serie de Netflix) |                         |          |  |
| N.º                                                                   | Título                  | Duración |  |
| 1.                                                                    | «First Sight»           | 1:09     |  |
| 2.                                                                    | «Déjà Vu»               | 0:57     |  |
| 3.                                                                    | «X»                     | 0:44     |  |
| 4.                                                                    | «Head in the Clouds»    | 1:00     |  |
| 5.                                                                    | «On the Move»           | 1:02     |  |
| 6.                                                                    | «Angst»                 | 1:25     |  |
| 7.                                                                    | «Off to Nick's»         | 0:41     |  |
| 8.                                                                    | «Just Friends»          | 1:26     |  |
| 9.                                                                    | «Milkshakes»            | 1:24     |  |
| 10.                                                                   | «Falling Leaves»        | 1:03     |  |
| 11.                                                                   | «Electricity»           | 1:03     |  |
| 12.                                                                   | «The Lads»              | 1:10     |  |
| 13.                                                                   | «Misconceptions»        | 1:11     |  |
| 14.                                                                   | «Kisses»                | 2:05     |  |
| 15.                                                                   | «Possibilities»         | 2:04     |  |
| 16.                                                                   | «Clash»                 | 1:07     |  |
| 17.                                                                   | «Rugby Match»           | 3:24     |  |
| 18.                                                                   | «Wanna Go out Sometime» | 0:55     |  |
| 19.                                                                   | «Happy Complications»   | 0:50     |  |
| 20.                                                                   | «New Best Friend»       | 0:44     |  |
| 21.                                                                   | «Embrace»               | 1:02     |  |
| 22.                                                                   | «Exploration»           | 1:56     |  |
| 23.                                                                   | «Sports Day»            | 0:48     |  |
| 24.                                                                   | «Heartstopper»          | 2:32     |  |
| 25.                                                                   | «Encore»                | 0:57     |  |
| 32:59                                                                 |                         |          |  |

| Lista de canciones Heartstopper: Mixtape oficial |                                       |                    |          |  |
| N.º                                              | Título                                | Artista(s)         | Duración |  |
| 1.                                               | «Colours of You»                      | Baby Queen         | 4:15     |  |
| 2.                                               | «Want Me»                             | Baby Queen         | 4:18     |  |
| 3.                                               | «Lovesick»                            | Peace              | 2:13     |  |
| 4.                                               | «Dover Beach»                         | Baby Queen         | 3:38     |  |
| 5.                                               | «Don't Delete the Kisses»             | Wolf Alice         | 4:35     |  |
| 6.                                               | «Sappho»                              | Frankie Cosmos     | 1:52     |  |
| 7.                                               | «Girls»                               | Girl in Red        | 3:18     |  |
| 8.                                               | «Dance with Me»                       | Beabadoobee        | 3:54     |  |
| 9.                                               | «Angel»                               | Lava La Rue        | 3:56     |  |
| 10.                                              | «Why Am I Like This?»                 | Orla Gartland      | 3:32     |  |
| 11.                                              | «My Own Person»                       | Smoothboi Ezra     | 4:42     |  |
| 12.                                              | «Telephone»                           | Waterparks         | 2:33     |  |
| 13.                                              | «Lucid»                               | Rina Sawayama      | 3:38     |  |
| 14.                                              | «Don't Leave Me (Chapter 1: Despair)» | HMLTD              | 3:32     |  |
| 15.                                              | «Clearest Blue»                       | Chvrches           | 3:53     |  |
| 16.                                              | «Alaska» (Toby Green remix)           | Maggie Rogers      | 3:05     |  |
| 17.                                              | «What's It Gonna Be?»                 | Shura              | 3:34     |  |
| 18.                                              | «Heart»                               | Flor               | 3:42     |  |
| 19.                                              | «Nothing Else I Could Do»             | Ella Jane          | 2:50     |  |
| 20.                                              | «UrbanAngel1999»                      | Thomas Headon      | 3:12     |  |
| 21.                                              | «If You Want To»                      | Beabadoobee        | 3:43     |  |
| 22.                                              | «Buzzkill»                            | Baby Queen         | 3:24     |  |
| 23.                                              | «Fever Dream»                         | Mxmtoon            | 3:16     |  |
| 24.                                              | «Paper Mache World»                   | Matilda Mann       | 2:59     |  |
| 25.                                              | «I Want to Be with You»               | Chloe Moriondo     | 2:59     |  |
| 26.                                              | «Knock Me off My Feet»                | SOAK               | 3:08     |  |
| 27.                                              | «Flirting with Her»                   | Sir Babygirl       | 3:50     |  |
| 28.                                              | «Bang Bang Bang»                      | Lauran Hibberd     | 2:22     |  |
| 29.                                              | «Tired»                               | Beabadoobee        | 3:19     |  |
| 30.                                              | «Any Other Way»                       | Tomberlin          | 3:22     |  |
| 31.                                              | «Smokey Eyes»                         | Lincoln            | 3:15     |  |
| 32.                                              | «Our Window»                          | Noah and the Whale | 5:48     |  |
| 33.                                              | «Because I Love You»                  | Montaigne          | 3:37     |  |
| 34.                                              | «Close to You»                        | Dayglow            | 3:14     |  |
| 35.                                              | «Moment in the Sun»                   | Sunflower Bean     | 3:09     |  |
| 36.                                              | «I Belong in Your Arms»               | Chairlift          | 3:27     |  |
| 2:05:00                                          |                                       |                    |          |  |

| Heartstopper: Temporada 2 (Banda sonora de la serie de Netflix) |                             |          |  |
| N.º                                                             | Título                      | Duración |  |
| 1.                                                              | «Boyfriend»                 | 1:22     |  |
| 2.                                                              | «Back to School»            | 1:10     |  |
| 3.                                                              | «Rugby Fail»                | 1:06     |  |
| 4.                                                              | «T + E»                     | 2:29     |  |
| 5.                                                              | «Exam»                      | 0:59     |  |
| 6.                                                              | «David»                     | 1:04     |  |
| 7.                                                              | «Star-Crossed Lovers»       | 1:44     |  |
| 8.                                                              | «School Trip»               | 1:43     |  |
| 9.                                                              | «Panic»                     | 0:37     |  |
| 10.                                                             | «All That Mattered»         | 1:45     |  |
| 11.                                                             | «Slumber»                   | 0:51     |  |
| 12.                                                             | «You Taste Like Toothpaste» | 1:28     |  |
| 13.                                                             | «Pair Up»                   | 2:24     |  |
| 14.                                                             | «Best Friends»              | 1:15     |  |
| 15.                                                             | «What's Wrong»              | 0:51     |  |
| 16.                                                             | «Mon Amour»                 | 0:46     |  |
| 17.                                                             | «He Doesn't Know Me»        | 1:24     |  |
| 18.                                                             | «I'm Bi Actually»           | 1:30     |  |
| 19.                                                             | «Out»                       | 0:52     |  |
| 20.                                                             | «Misperceptions»            | 1:48     |  |
| 21.                                                             | «Sorry»                     | 0:55     |  |
| 22.                                                             | «Prom»                      | 1:06     |  |
| 23.                                                             | «Telling People»            | 1:43     |  |
| 24.                                                             | «Corazón»                   | 0:52     |  |
| 31:44                                                           |                             |          |  |

| Heartstopper: Official Playlist |                                                  |                          |          |  |
| N.º                             | Título                                           | Artista(s)               | Duración |  |
| 37.                             | «Shatter»                                        | Maggie Rogers            | 3:40     |  |
| 38.                             | «Out of My League»                               | Fitz and the Tantrums    | 3:29     |  |
| 39.                             | «Pressure to Party»                              | Julia Jacklin            | 3:02     |  |
| 40.                             | «The Beach»                                      | Wolf Alice               | 2:35     |  |
| 41.                             | «Coming of Age»                                  | Mxmtoon                  | 2:38     |  |
| 42.                             | «Paradise»                                       | Carmody                  | 2:55     |  |
| 43.                             | «Welcome to the Sidelines»                       | Amy Michelle             | 2:57     |  |
| 44.                             | «You Wouldn't Like Me»                           | Tegan and Sara           | 2:56     |  |
| 45.                             | «Retrospect»                                     | Vistas                   | 3:26     |  |
| 46.                             | «Things Will Be Fine» (Bratty remix)             | Metronomy                | 3:20     |  |
| 47.                             | «The Sound»                                      | The 1975                 | 4:08     |  |
| 48.                             | «I Think Ur Rlly Cool»                           | Carpetgarden             | 3:16     |  |
| 49.                             | «Le temps de l'amour»                            | Françoise Hardy          | 2:24     |  |
| 50.                             | «Kiss Ur Face Forever»                           | Orla Gartland            | 2:46     |  |
| 51.                             | «Foreplay»                                       | Siouxxie Sixxsta         | 3:04     |  |
| 52.                             | «Miss U»                                         | Bad Smith                | 3:32     |  |
| 53.                             | «Lovesong»                                       | Beabadoobee              | 4:05     |  |
| 54.                             | «Obsessed»                                       | Hatchie                  | 5:13     |  |
| 55.                             | «Trésor»                                         | Hervé                    | 2:55     |  |
| 56.                             | «Un peu plus souvent»                            | Alexia Gredy             | 3:21     |  |
| 57.                             | «Mona Lisa»                                      | Mxmtoon                  | 3:10     |  |
| 58.                             | «Freak Out»                                      | Miya Folick              | 2:43     |  |
| 59.                             | «Nobody Really Cares»                            | Baby Queen               | 2:54     |  |
| 60.                             | «Doesn't Matter (Voleur de soleil)»              | Christine and the Queens | 4:23     |  |
| 61.                             | «Fall In Love With a Girl» (feat. Orla Gartland) | Cavetown                 | 2:48     |  |
| 62.                             | «Never Be the Same»                              | Gabrielle Aplin          | 3:25     |  |
| 63.                             | «On était beau»                                  | Louane                   | 3:25     |  |
| 64.                             | «Bros»                                           | Wolf Alice               | 3:44     |  |
| 65.                             | «3D Feelings»                                    | Alfie Templeman          | 3:17     |  |
| 66.                             | «Then It All Goes Away»                          | Dayglow                  | 3:03     |  |
| 67.                             | «Hot & Heavy»                                    | Lucy Dacus               | 4:10     |  |
| 68.                             | «Pretty Girl Lie»                                | Baby Queen               | 3:38     |  |
| 69.                             | «Deep End»                                       | Holly Humberstone        | 2:51     |  |
| 70.                             | «We Can Be Anything»                             | Baby Queen               | 3:21     |  |
| 71.                             | «People Watching»                                | Conan Gray               | 2:38     |  |
| 72.                             | «Cry!»                                           | Caroline Rose            | 3:43     |  |
| 73.                             | «Crush Culture»                                  | Conan Gray               | 3:24     |  |
| 74.                             | «I Wanna Be Your Girlfriend»                     | Girl in Red              | 3:24     |  |
| 75.                             | «Skin»                                           | Carmody                  | 4:01     |  |
| 76.                             | «Blush»                                          | Wolf Alice               | 4:19     |  |
| 77.                             | «Run Away with Me»                               | Carly Rae Jepsen         | 4:11     |  |
| 78.                             | «Young»                                          | Neon Capital             | 3:24     |  |
| 79.                             | «Happy New Year»                                 | Let's Eat Grandma        | 4:39     |  |
| 80.                             | «All the Things»                                 | Baby Queen               | 3:22     |  |
| 81.                             | «Seven»                                          | Taylor Swift             | 3:28     |  |
| 82.                             | «Ur So Pretty»                                   | Wasia Project            | 2:12     |  |
| 4:49:22                         |                                                  |                          |          |  |

## Recepción

### Audiencia
Durante su semana de estreno, Heartstopper se ubicó en el séptimo puesto en la lista de los 10 primeros títulos británicos en Netflix a tan solo dos días de su lanzamiento. Con base en la metodología utilizada por Netflix de medir un programa por las horas de visualización, la serie generó 14.55 millones de horas visualizadas. La semana siguiente, el programa ascendió al quinto puesto con 23.94 millones de horas visualizadas. En su tercera semana, descendió al sexto puesto con nuevos números de audiencia de 14.97 millones de horas visualizadas. Variety reportó que al 20 de mayo de 2022 la serie había alcanzado la lista de los 10 títulos más vistos en 54 países. También estuvo por más de 5 semanas en los primeros puestos de la tabla de tendencias de TV de la revista, a juzgar por los 1.3 millones de interacciones en Twitter.

### Respuesta de la crítica
La serie fue aclamada por la crítica. El sitio web agregador de reseñas Rotten Tomatoes reportó un puntaje de aprobación del 100% con un puntaje promedio de 8.5/10, basado en 46 reseñas de críticos. De acuerdo con el sitio, los críticos acordaron que la temporada es «un romance inclusivo contado con una sensibilidad sorprendente, [...] tan fácilmente encantadora que la audiencia no se atreverá a saltarse un latido». Metacritic, que utiliza un promedio ponderado, le asignó un puntaje de 84 en 100, basado en ocho críticas, indicando «aclamación universal».
Reseñando la serie para The Guardian, Rebecca Nicholson le otorgó un puntaje de 4/5, afirmando que «Heartstopper puede no alcanzar la promesa dramática de su título, pero este adorable romance adolescente es, como mínimo, reconfortante». Saloni Gajjar de The A.V. Club le dio a la serie un A− y afirmó que «afortunadamente, Heartstopper subvierte las nociones al mantener a su protagonista orgullosamente gay: es el interés romántico el que debe resolver sus inesperados sentimientos, y no al revés. La atracción de Nick por Charlie lo toma por sorpresa (pero no desdén)». David Opie de Digital Spy otorgó un puntaje de 5/5 y afirmó que «Heartstopper centra el amor queer, afirmando los sentimientos de personas jóvenes mirando que podrían sentirse inseguros o temerosos de expresar su verdad». Jonathan Wilson de Ready Steady Cut otorgó un puntaje de 4/5 y afirmó, «puede que a Heartstopper le falte algún ángulo y se sienta como que se dirige a una demografía más joven que el drama adolescente habitual, pero es muy difícil no dejarse llevar por su retrato profundamente elevador del amor joven». Para Paste Magazine, Emily Maskell le dio un puntaje de 8.8/10 y afirmó, «un abrazo de brazos abiertos para la juventud queer, Heartstopper sienta las bases fuertes de lo que uno solo puede esperar sean las representaciones elevadoras e inclusivas de personajes queer para la próxima generación de espectadores». Ezelle Alblas para The Upcoming le dio un puntaje de 5/5 y afirmó, «Heartstopper se siente como un programa que todos necesitan ver. Es dulce sin el mal gusto y bastante radical sin el factor de shock de series como Sex Education, Euphoria o It's a Sin».

### Impacto
Tras el lanzamiento de la serie, el primer volumen de la novela gráfica Heartstopper de Oseman se volvió el superventas infantil más vendido en el Reino Unido. Canciones presentadas en la serie recibieron grandes ascensos en las listas de éxitos de ventas y reproducciones. Entre las canciones de la banda sonora que recibieron un aumento en la lista de ventas en comparación con la semana previa se incluyeron «Want Me» y «Dover Beach» de Baby Queen, «Why Am I Like This» de Orla Gartland y «I Belong In Your Arms» de Chairlift.

### Reconocimientos
| Año  | Premio                                    | Categoría                                                                              | Nominado(s)                                               | Resultado | Ref. |
| ---- | ----------------------------------------- | -------------------------------------------------------------------------------------- | --------------------------------------------------------- | --------- | ---- |
| 2022 | Attitude Awards                           | Premio de televisión                                                                   | Temporada 1 de Heartstopper                               | Ganador   |      |
| 2022 | C21 International Drama Awards            | Mejor serie de comedia dramática                                                       | Temporada 1 de Heartstopper                               | Nominado  |      |
| 2022 | Children's and Family Emmy Awards         | Reparto excepcional para un programa de acción real                                    | Daniel Edwards                                            | Ganador   |      |
| 2022 | Children's and Family Emmy Awards         | Destacada actuación de un invitado en un programa preescolar, infantil o juvenil       | Olivia Colman                                             | Ganador   |      |
| 2022 | Children's and Family Emmy Awards         | Destacada actuación de un invitado en un programa preescolar, infantil o juvenil       | Kit Connor                                                | Ganador   |      |
| 2022 | Children's and Family Emmy Awards         | Destacada actuación de un invitado en un programa preescolar, infantil o juvenil       | Joe Locke                                                 | Nominado  |      |
| 2022 | Children's and Family Emmy Awards         | Excelente maquillaje y peluquería                                                      | Diandra Ferreira, Sorcha Fisher y Melanie Lindsay         | Nominado  |      |
| 2022 | Children's and Family Emmy Awards         | Excelente desempeño de apoyo en un programa preescolar, para niños o para adolescentes | Yasmin Finney                                             | Nominado  |      |
| 2022 | Children's and Family Emmy Awards         | Excelente desempeño de apoyo en un programa preescolar, para niños o para adolescentes | William Gao                                               | Nominado  |      |
| 2022 | Children's and Family Emmy Awards         | Escritura destacada para un programa para jóvenes adolescentes                         | Alice Oseman                                              | Ganador   |      |
| 2022 | Children's and Family Emmy Awards         | Mejor serie para jóvenes adolescentes                                                  | Temporada 1 de Heartstopper                               | Ganador   |      |
| 2022 | Dorian Awards                             | Mejor programa LGBTQ                                                                   | Temporada 1 de Heartstopper                               | Ganador   |      |
| 2022 | Dorian Awards                             | Mejor drama televisivo                                                                 | Temporada 1 de Heartstopper                               | Nominado  |      |
| 2022 | Dorian Awards                             | Mejor interpretación televisiva                                                        | Kit Connor                                                | Nominado  |      |
| 2022 | Edinburgh TV Awards                       | Momento televisivo del año                                                             | "El primer beso de Nick y Charlie"                        | Ganador   |      |
| 2022 | Gay Times Honours                         | Pionero en pantalla                                                                    | Cast de la primera Temporada de Heartstopper              | Ganador   |      |
| 2022 | Hollywood Music in Media Awards           | Canción/partitura original - Tráiler                                                   | "Colours of You"                                          | Nominado  |      |
| 2022 | MTV Movie & TV Awards                     | Mejor momento musical                                                                  | "Dance with Me"                                           | Ganador   |      |
| 2022 | National Television Awards                | Nuevo drama                                                                            | Temporada 1 de Heartstopper                               | Nominado  |      |
| 2022 | National Television Awards                | Estrella naciente                                                                      | Kit Connor                                                | Nominado  |      |
| 2022 | National Television Awards                | Estrella naciente                                                                      | Joe Locke                                                 | Nominado  |      |
| 2022 | Rose d'Or Awards                          | Comedia dramática y comedia de situación                                               | Temporada 1 de Heartstopper                               | Nominado  |      |
| 2022 | Rose d'Or Awards                          | Talento Emergente                                                                      | Yasmin Finney                                             | Ganador   |      |
| 2022 | RTS Craft & Design Awards                 | Premio de casting                                                                      | Daniel Edwards                                            | Ganador   |      |
| 2022 | Soho House Awards                         | Actriz revelación                                                                      | Yasmin Finney                                             | Ganador   |      |
| 2022 | TV Choice Awards                          |                                                                                        | Temporada 1 de Heartstopper                               | Ganador   |      |
| 2023 | British Academy Television Awards         | Momento memorable                                                                      | "El primer beso de Nick y Charlie"                        | Nominado  |      |
| 2023 | British Academy Television Craft Awards   | Escritor: Drama                                                                        | Alice Oseman                                              | Nominado  |      |
| 2023 | Casting Directors' Guild Awards           | Mejor casting en una serie dramática de televisión                                     | Daniel Edwards, Lucy Allen, Tom Payne y Catherine Garlick | Ganador   |      |
| 2023 | GLAAD Media Awards                        | Excelente programación para niños y familias: acción en vivo                           | Temporada 1 de Heartstopper                               | Ganador   |      |
| 2023 | Kidscreen Awards                          | Mejor actuación                                                                        | Temporada 1 de Heartstopper                               | Ganador   |      |
| 2023 | Kidscreen Awards                          | Mejor en clase                                                                         | Temporada 1 de Heartstopper                               | Ganador   |      |
| 2023 | Kidscreen Awards                          | Mejor inclusión: preadolescentes/adolescentes                                          | Temporada 1 de Heartstopper                               | Nominado  |      |
| 2023 | Kidscreen Awards                          | Mejor serie de acción real: preadolescentes/adolescentes                               | Temporada 1 de Heartstopper                               | Ganador   |      |
| 2023 | Kidscreen Awards                          | Mejor serie nueva: preadolescentes/adolescentes                                        | Temporada 1 de Heartstopper                               | Ganador   |      |
| 2023 | Queerty Awards                            | Performance – TV                                                                       | Joe Locke                                                 | Ganador   |      |
| 2023 | Queerty Awards                            | Comedia de televisión                                                                  | Temporada 1 de Heartstopper                               | Ganador   |      |
| 2023 | Royal Television Society Programme Awards | Actor principal: masculino                                                             | Kit Connor                                                | Ganador   |      |
| 2023 | Satellite Awards                          | Mejor serie dramática                                                                  | Temporada 1 de Heartstopper                               | Nominado  |      |
| 2023 | Visionary Arts Awards                     | Programa de televisión del año                                                         | Temporada 1 de Heartstopper                               | Nominado  |      |
| 2023 | Breaktudo AWARDS                          | Mejor Actor Internacional                                                              | Joe Locke                                                 | Nominado  |      |
| 2023 | Breaktudo AWARDS                          | Mejor Serie Internacional                                                              | Heartstopper                                              | Nominado  |      |
| 2023 | Breaktudo AWARDS                          | Crunchy Internacional                                                                  | Kit Connor                                                | Nominado  |      |
| 2023 | TV Choice Magazine                        | Best Drama Series                                                                      | Heartstopper                                              | Nominado  |      |
| 2023 | TV Choice Magazine                        | Mejor Actor                                                                            | Kit Connor                                                | Nominado  |      |
| 2023 | TV Choice Magazine                        | Mejor Actor                                                                            | Joe Locke                                                 | Nominado  |      |
| 2023 | TV Choice Magazine                        | Mejor Actor                                                                            | William Gao                                               | Nominado  |      |
| 2023 | TV Choice Magazine                        | Mejor Actriz                                                                           | Yasmin Finney                                             | Nominado  |      |